# (4023) Jarník
(4023) Jarník ist ein Hauptgürtelasteroid, der am 25. Oktober 1981 von Ladislav Brožek vom Kleť-Observatorium aus entdeckt wurde.
Der Asteroid wurde nach dem Mathematiker Vojtěch Jarník (1897–1970) benannt.